# Helleborus
- Commons
- Wikispecies

Heléboro (Helleborus) é um gênero botânico da família Ranunculaceae.

## Espécies
- Helleborus atrorubens
- Helleborus croaticus
- Helleborus cyclophyllus
- Helleborus dumetorum
- Helleborus multifidus
- Helleborus niger
- Helleborus odorus
- Helleborus orientalis
- Helleborus purpurascens
- Helleborus thibetanus
- Helleborus torquatus
- Helleborus viridis
- Lista completa

## Classificação do gênero
| Sistema | Classificação                      | Referência               |
| ------- | ---------------------------------- | ------------------------ |
| Linné   | Classe Polyandria, ordem Polygynia | Species plantarum (1753) |